# كارلوس رودريغيز
كارلوس رودريغيز (بالإسبانية: Carlos Rodríguez)‏ (29 أبريل 1980 مدريد إسبانيا - ) هو لاعب كرة قدم إسباني يلعب كلاعب وسط.

## وصلات خارجية
- كارلوس رودريغيز على موقع قاعدة بيانات كرة القدم.إي يو (الإنجليزية)
- كارلوس رودريغيز على موقع Soccerway.com (الإنجليزية)